# Municipalités d'Ostrobotnie-Centrale

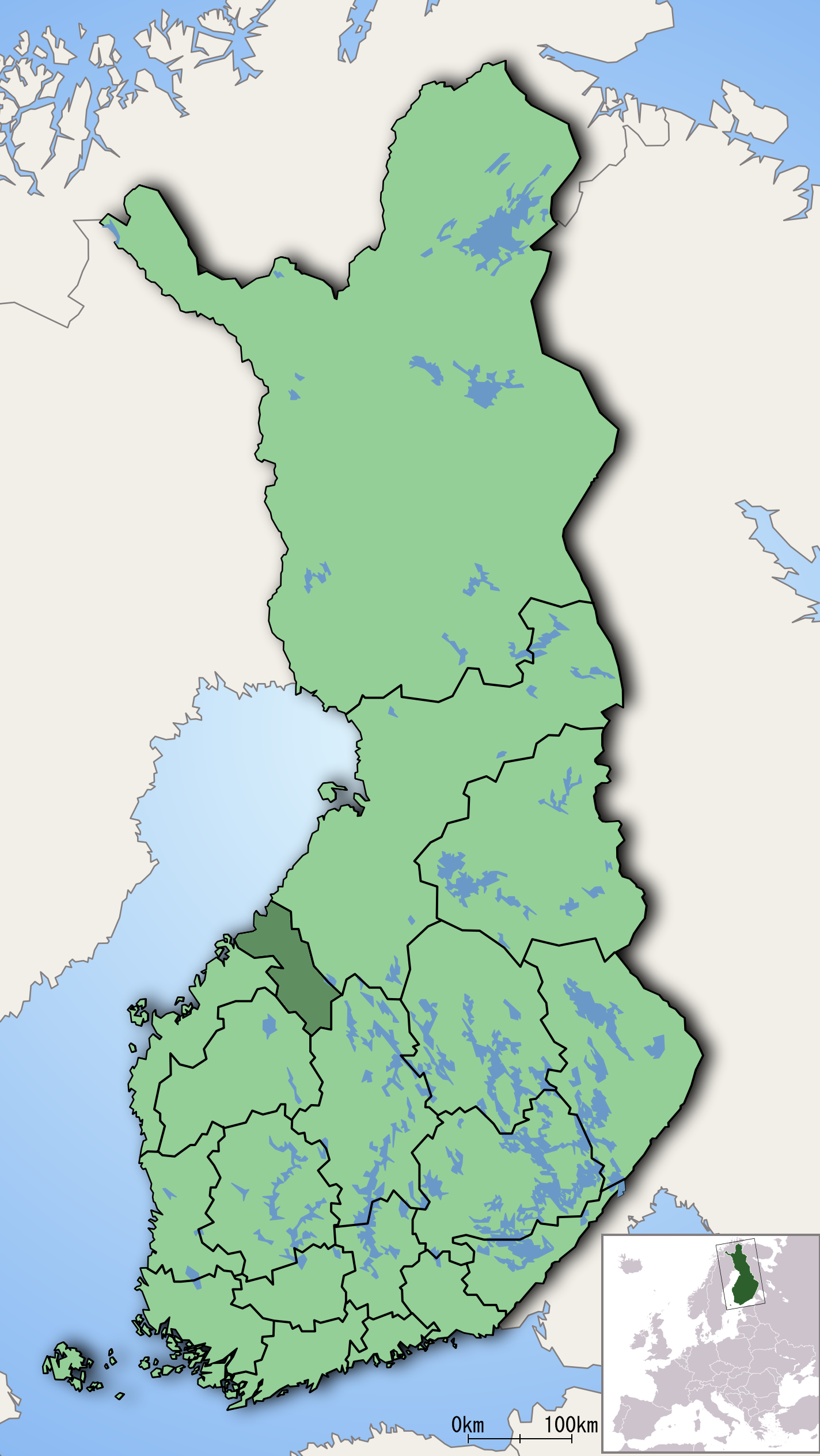
Localisation de l'Ostrobotnie-Centrale en Finlande.

L'Ostrobotnie-Centrale, région de Finlande, est subdivisée en 9 municipalités.

## Généralités
Les 9 municipalités sont regroupées en 2 sous-régions : Kaustinen et Kokkola.
Kannus et Kokkola ont le statut de villes.
Kokkola est bilingue finnois/suédois, avec le suédois majoritaire. Les autres municipalités sont unilingues finnois.

## Liste
| Municipalité | Sous-région | Superficie (km²) | Terres (km²) | Eau (km²) | Population (2009) | Densité (hab./km²) |
| ------------ | ----------- | ---------------- | ------------ | --------- | ----------------- | ------------------ |
| Halsua       | Kaustinen   | +0428,36         | +0412,72     | +0015,64  | +01 340,          | +0003,25           |
| Himanka      | Kokkola     | +0649,84         | +0254,63     | +0395,21  | +03 042,          | +0011,95           |
| Kannus       | Kokkola     | +0470,65         | +0468,24     | +0002,41  | +05 778,          | +0012,34           |
| Kaustinen    | Kaustinen   | +0361,12         | +0353,84     | +0007,28  | +04 333,          | +0012,25           |
| Kokkola      | Kokkola     | +2 730,89        | +1 444,17    | +1 286,72 | +45 764,          | +0031,69           |
| Lestijärvi   | Kaustinen   | +0559,8          | +0480,71     | +0078,37  | +00869,           | +0001,81           |
| Perho        | Kaustinen   | +0775,2          | +0747,95     | +0027,25  | +03 028,          | +0004,5            |
| Toholampi    | Kaustinen   | +0616,88         | +0608,45     | +0008,43  | +03 510,          | +0005,77           |
| Veteli       | Kaustinen   | +0520,9          | +0502,23     | +0018,67  | +03 491,          | +0006,95           |